# Stare Daugieliszki
Stare Daugieliszki (lit. Senasis Daugėliškis) – wieś na Litwie, w okręgu uciańskim, w rejonie ignalińskim, w gminie  Nowe Daugieliszki .

## Historia
W czasach zaborów miasteczko w gminie Daugieliszki, w powiecie święciańskim, w guberni wileńskiej Imperium Rosyjskiego. W 1866 roku miało 255 mieszkańców w 41 domach. Był tu drewniany kościół parafialny. W 1905 roku liczyło 481 mieszkańców, 271 dziesięcin.
W dwudziestoleciu międzywojennym miasteczko leżałp w Polsce, w województwie wileńskim, w powiecie święciańskim, w gminie Daugieliszki.
W 1931 miasteczko spisano łącznie z wsią Sołała. W 47 budynkach zamieszkiwało 201 osób.
Miejscowość należała do miejscowej parafii rzymskokatolickiej. Podlegała pod Sąd Grodzki w Święcianach i Okręgowy w Wilnie; właściwy urząd pocztowy mieścił się w Nowych Daugieliszkach.